# Robert Hogan
Robert Joseph Hogan (né le 28 septembre 1933 et mort le 27 mai 2021) est un acteur américain. Il est connu pour sa carrière prolifique à la télévision américaine qui a débuté en 1961. Bien qu'il n'ait jamais été membre de la distribution principale d'une série télévisée à succès critique, il a dépeint de nombreux personnages récurrents dans des programmes tels Alice ; Another World ; As the World Turns ; Des jours et des vies ; Enquêtes à la une ; Hôpital central ; New York, police judiciaire ; Arabesque ; On ne vit qu'une fois ; Opération Jupons ; Peyton Place et Sur écoute . Ses apparitions en guest star dans d'autres séries télévisées englobent plus de 90 émissions au cours de ses cinq dernières décennies d'activité.  

## Biographie

### Début de carrière: 1961-1979
Né et élevé à New York, Hogan a commencé sa carrière en apparaissant au théâtre, faisant ses débuts professionnels comme Elliot dans la production originale Off-Broadway de Michael Shurtleff de 1961 Call Me by My Rightful Name avec Robert Duvall et Joan Hackett. Il déménage à Los Angeles peu de temps après pour poursuivre une carrière dans la télévision et le cinéma. Il aparrait alors en tant que guest star dans les épisodes de 77 Sunset Strip et Cheyenne en 1961. Il maintient une carrière active en tant que star invitée dans des programmes de télévision tout au long des années 1960 sur des programmes tels que Batman (épisodes 7 et 8), Bonanza, Fair Exchange, Intrigues à Hawaï, Jinyy de mes rêves, Papa Schultz, etc. Le personnage du colonel de l'armée de l'air américaine Robert Hogan dans Papa Schultz (interprété par Bob Crane) a été nommé d'après lui par le créateur de la série Bernard Fein. 
Il apparaît dans deux films de 1963 : FBI Code 98 et Greenwich Village Story. En 1968, il décroche le rôle du révérend Tom Winter dans le feuilleton Peyton Place qu'il interprète pendant deux saisons. 
Il rejoint le casting de Des jours et de vies, incarnant Will Austin pendant une courte période, puis en 1970, il revient en incarnant le rôle récurrent de Scott Banning Sr pendant deux ans. Il a continué à être actif en tant qu'acteur invité pour des séries télévisées épisodiques tout au long des années 1970 pour des programmes tels que Sur la piste du crime, Gunsmoke, Hawaii police d'Etat, MASH, Mission impossible, Mork & Mindy parmi d'autres. Il a également joué les personnages récurrents de Burt Marshall dans Hôpital central (1973), Lieutenant commander Haller dans Operation Jupons (1978–1979) et Greg Stemple dans Alice (1977–1982). 

### Milieu de carrière: 1980–1999
Hogan continue à maintenir une carrière télévisuelle active tout au long des années 1980, apparaissant en tant qu'acteur invité dans des émissions telles que Supercopter, Barnaby Jones, The Incredible Hulk, K 2000, Laverne & Shirley, Magnum, PI, Quincy , Hôpital St Elsewhere et Hooker par exemple. Il a également tenu les rôles récurrents du Dr Wylie Graham dans Arabesque (1984-1989) et Vince McKinnon dans Another World (1987-1989, 1991). Il est également apparu dans un certain nombre de téléfilms dont le dernier film de Natalie Wood, Les Diamants de l'oubli (1980). 
Au cours des années 1990, Hogan retourné travailler au théâtre. Il a fait ses débuts à Broadway en novembre 1989, en tant que Capt. Matthew A. Markinson dans la production originale de A Few Good Men d'Aaron Sorkin, restant avec le spectacle pendant plus d'un an. Il retourne à Broadway en 1992 pour incarner les rôles du fantôme et du roi dans Hamlet de William Shakespeare. 
Avec sa carrière plus centrée sur la scène, la carrière télévisuelle de Hogan ralentit au cours des années 1990. Il tient cependant les rôles récurrents de « LJ McDermott » dans As the World Turns (1991–1992) et Charles Briggs dans On ne vit qu'une fois (1995–1998, 2000). Il est apparu en tant qu'acteur invité dans les émissions Remember WENN (1997), Cosby (1997) et Un agent très secret (1999).

### Carrière ultérieure: 2000 à 2019
Hogan continue de rester actif dans la télévision, le cinéma et le théâtre jusqu'à la fin des années 2000. Il a notamment interprété les rôles récurrents de Phil Carbone dans Enquêtes à la une (2000), Louis Sobotka dans Sur écoute (2003) et le juge Hugo Bright dans New York, police judiciaire (2003-2006). Il est apparu dans les films Maze (2000), Les Surprises de l'amour (2000) et Universal Signs (2008), parmi d'autres. Il est également apparu Off-Broadway dans les pièces The Accomplices (2007) et Le deuil sied à Electre (2009). 
L'apparition de Hogan dans un épisode de 1965 de Sur la piste du crime intitulé "All the Streets Are Silent" est visible lors d'une scène de Once Upon a Time... in Hollywoord de Quentin Tarantino en 2019. 

## Famille et vie personnelle
Hogan est resté marié à Mary Barbera du 3 décembre 1983 jusqu'à sa mort de la maladie d'Alzheimer le 27 mai 2021,,. Il était auparavant marié à Sharon Lynn (Shannon) Harper, qu'il avait épousé le 15 décembre 1957 ; ils ont eu trois enfants ensemble avant de divorcer le 6 décembre 1982. 